# Knut Sevaldsen Bang
Knut Sevaldsen Bang (født 1633, død 1694) var en norsk præst og forfatter.
Bang dimitterede fra Sorø Skole i 1656, og i 1662 blev han sognepræst til Toten. I 1690 blev han udnævnt til provst i Hadeland. Han skildres som en dygtig og nidkær, men stridbar mand. Han udgav En ny Psalmebog for Guds Børn i Totens Menighed (1679) og katekismusforklaringen Dend søde og velsmagende Catechismi Brøst-Melck (1681, optrykt på ny ved C.P. Caspari i "Theologisk Tidskrift" VIII og særskilt, Kristiania 1865). Bang var en af de første norske kobberstikkere.